# Rometta
Rometta település Olaszországban, Szicília régióban, Messina megyében. Lakosainak száma 6573 fő (2023. január 1.). Rometta Monforte San Giorgio, Roccavaldina, Saponara, Spadafora és Messina községekkel határos.

## Népesség
A település lakossága az elmúlt években az alábbi módon változott:
| Lakosok száma | 6621 | 6584 | 6573 |
|               | 2017 | 2018 | 2023 |